# Francesco Grimaldi
Francesco Maria Grimaldi (ur. 2 kwietnia 1618 w Bolonii, zm. 28 grudnia 1663 tamże) – włoski uczony i duchowny katolicki:  matematyk, fizyk, astronom i jezuita. Jest znany ze współpracy z Giovannim Battistą Ricciolim, któremu pomagał w badaniach dotyczących astronomii i fizyki. Jest uważany za odkrywcę zjawiska dyfrakcji optycznej.

## Życiorys
Pochodził z bogatej, arystokratycznej rodziny. Jego ojciec, Paride, zajmował się handlem jedwabnym i osiadł w Bolonii w 1589 roku. Pierwsza żona Paride zmarła bezdzietnie. Ożenił się po raz drugi około 1614 roku, jego wybranką była Anna Cattani. Miał z nią sześciu synów. Jeden zmarł w wieku dziecięcym. Francesco był czwartym dzieckiem Paride i Anny.
W 1632 roku, krótko po śmierci ojca i odziedziczeniu sklepu chemicznego przez matkę, wstąpił wraz z bratem, Vicenzem, do zakonu jezuitów. Ostatni rok nowicjatu spędził w Novellarze a zaraz potem udał się do Parmy, gdzie rozpoczął studia filozoficzne. Szybko jednak przeniósł się do Bolonii, gdzie kontynuował studia. W 1636 roku przebywał w Ferrarze, po czym powrócił do Bolonii w celu dokończenia nauki. Po ukończeniu studiów, od 1638 do 1642 roku, nauczał retoryki i przedmiotów humanistycznych w bolońskim kolegium Świętej Łucji. W 1642 roku rozpoczął studia teologiczne, które trwały trzy lata. Później kontynuował studia filozoficzne które ostatecznie ukończył w 1647 roku z tytułem naukowym będącym odpowiednikiem współczesnego doktora. W związku z tym został wyznaczony do nauczania filozofii w kolegiach jezuickich. W krótkim czasie podupadł jednak na zdrowiu i nie mógł poświęcać tyle czasu ile wymagało nauczanie filozofii w związku z czym zaczął pracować jako nauczyciel matematyki. W 1651 roku złożył ostateczne śluby.
W latach 50. XVII wieku znacznie rozwinęła się jego działalność naukowa związana z astronomią, która rozpoczęła się już w poprzedniej dekadzie. Przez większość kariery naukowej Grimaldi był mocno związany z innym jezuitą Giovannim Battistą Ricciolim. Riccioli był bardzo zdolnym uczonym i w związku z tym przełożeni zwolnili go z obowiązku nauczania, tak aby całkowicie mógł poświęcić się nauce. Poznał się z Grimaldim w czasie przygotowywania Almagestum novum do publikacji. Od tamtej pory współpracowali. W 1640 roku Grimaldi wykonał dla Riccioliego kilka eksperymentów związanych ze swobodnym spadkiem. Polegały one na zrzucaniu ciężarów z wieży Asinelli i badania ich spadku za pomocą wahadła. Grimaldi zauważył wówczas kwadratową zależność wysokości od czasu. Poza tym zmierzył odległość między powierzchnią ziemi a chmurami oraz wysokość niektórych gór na Księżycu. Zapoczątkował zwyczaj nazywania obiektów pozaziemskich od imion i nazwisk uczonych. Riccioli twierdził, że prace Francesca bardzo przyczyniły się do opublikowania Almagestum novum. Na potrzeby pracy Grimaldi dokonał przeszło 40 różnych eksperymentów, szukając w nich potwierdzenia lub zaprzeczenia sprawdzanych założeń. Riccioli doceniał także konstruowane przez Grimaldiego przyrządy służące do pomiarów i obserwacji oraz jego pracę związaną z wykorzystaniem ich w praktyce.
Dziedziną, w której Grimaldi miał szczególne osiągnięcia, była selenografia. Na podstawie pomiarów i obserwacji Księżyca w różnych fazach stworzył bardzo dokładną mapę jego powierzchni z zaznaczonymi kraterami i górami. W tej pracy używał okularu mikrometrycznego, podobnie jak przy wyznaczaniu południka dla Bolonii we współpracy z Ricciolim, Montalbinim i Cassinim. Opis tych prac zawarł Riccioli w swoim wydanym w 1661 roku dziele Geographiae Hydrographiae Reformatae. W 1665 roku ukazała się kolejna praca Riccioliego- Astronomia Reformata. Grimaldi opracował większość zawartych w niej tabel, zwłaszcza tych dotyczących gwiazd stałych.

## Dorobek naukowy

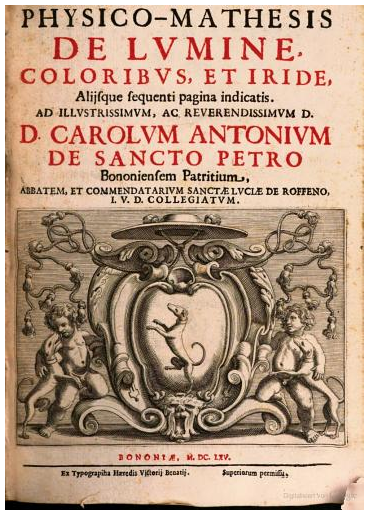
Okładka książki Physicomathesis de lumine Grimaldiego.

Najważniejsze odkrycia Grimaldiego na polu fizyki są związane ze światłem i optyką. Badając zjawiska rozchodzenia się, odbicia i załamania światła, odkrył zjawisko dyfrakcji optycznej (choć odkrycie to jest również przypisywane da Vinciemu). Jego najważniejsza i kompletną pracą o świetle było Physicomathesis de lumine, coloribus, et iride, aliisque annexis opublikowane w dwóch tomach. Było to ukoronowanie jego własnych badań i prac, zbierające i opisujące ich wyniki. Zostało ono jednak wydane już po śmierci autora.
Pierwszy tom Physicomathesis de lumine opisywał eksperymenty dotyczące natury światła i ich wyniki. Drugi tom zawierał treści zaprzeczające wnioskom wyciągniętym z pierwszego i podtrzymywał poglądy perypatetyckie. Grimaldi chciał w ten sposób przedstawić dwa różne poglądy na naturę światła i zjawisk z nim związanych. Sam, mimo wykonania licznych eksperymentów potwierdzających prawdziwość nowych tez, skłaniał się często do starych poglądów na ten temat. Z jego prac korzystało wielu fizyków w tym ci najbardziej znani, Isaac Newton i Robert Hooke. Newton nie czytał jednak bezpośrednio prac Grimaldiego, ale wiedział o jego poglądach i odkryciach z dzieł innego jezuity, Honoré Fabriego.

## Prace
- Physicomathesis de lumine, coloribus, et iride, aliisque annexis